# شانتورو سوبياه
شانتورو سوبياه (14 ديسمبر 1987 في ماليزيا - ) هو لاعب كرة قدم ماليزي في مركزي جناح ‏ والهجوم. شارك مع منتخب ماليزيا تحت 23 سنة لكرة القدم ومنتخب ماليزيا لكرة القدم. أما مع النوادي، فقد لعب مع نادي جوهر دار التعظيم ونادي كلنتن وPerak F.C. ‏ وSarawak FA State Football Team ‏ ونادي بينانق.

## وصلات خارجية
- شانتورو سوبياه على موقع قاعدة بيانات كرة القدم.إي يو (الإنجليزية)
- شانتورو سوبياه على موقع Soccerway.com (الإنجليزية)